# Ебелов Михайло Ісайович
Михайло Ісайович (Малі-Кадель Ісаєвич) Ебелов (12 вересня 1855, Кам'янець-Подільська губернія — 13 липня 1919, Одеса) — генерал від інфантерії Російської імператорської армії, військовий губернатор Забайкальської області, головний начальник Одеського військового округу упродовж усієї Першої світової війни.

## Біографія
Народився у містечку Немирове Кам'янець-Подільської губернії. Вірменин за національністю. Православний. Син полковника. Освіту здобув у Нижньогородському графа Аракчеєва військової гімназії. На військову службу вступив 14 липня 1873 року. У 1875 році в чині прапорщика закінчив 3-є військове Олександрівське училище. Випущений до 10-ї артилерійської бригади. Подальше просування по службі: підпоручник (зі старшинством 9 грудня 1876), поручник (зі старшинством 18 грудня 1878), штабс-капітан (зі старшинством 29 листопада 1882). Зарахований до Миколаївської академії Генерального штабу, яку закінчив за 1-м розрядом у 1885 році. Тоді ж надане звання капітана (старшинство з 29 березня 1885). З 1 червня по 18 жовтня 1885 — старший ад'ютант штабу 11-ї піхотної дивізії. Із 26 листопада 1885 по 10 листопада 1886 — старший ад'ютант штабу 8-ї піхотної дивізії. Потім по 3 жовтня 1887 — старший ад'ютант штабу 6-го армійського корпусу. Цензове командування ротою відбував у 38-му піхотному Тобольському полку (з 1 грудня 1886 до 1 грудня 1887 року). Із 3 жовтня 1887 по 5 грудня 1890 начальник стройового відділу штабу Берестя-Литовської фортеці. Надано звання підполковника (зі старшинством із 24 квітня 1888 року). Потім завідувач пересування військ Варшавського району по 26 серпня 1892 року. «За відзнаку» надано звання полковника зі старшинством 05 квітня 1892 року.
Із 26 серпня 1892 по 15 липня 1900 — начальник військових сполучень Варшавського військового округу.
Із 15 липня 1900 по 18 червня 1901 — начальник військових сполучень Приамурського військового округу. Надано звання генерал-майора «за зразковість» зі старшинством від 31 липня 1900 року.
Із 18 червня 1901 по 7 листопада 1902 — начальник військових сполучень Кавказького військового округу.
Із 7 листопада 1902 по 25 жовтня 1906 — начальник штабу 20-го армійського корпусу.
Із 25 жовтня 1906 по 26 квітня 1908 — Військовий губернатор і командувач військами Забайкальської області і наказний отаман Забайкальських козацьких військ. «За відмінність» надано звання генерал-лейтенанта зі старшинством від 22 квітня 1907 року.
Із 20 березня 1909 по 14 вересня 1911 — начальник 34-ї піхотної дивізії.
Із 14 вересня 1911 по 21 квітня 1913 — помічник командувача військами Іркутського військового округу. З 14 квітня 1913 — генерал від інфантерії «за зразковість».
З 21 квітня 1913 року — помічник командувача військ Одеського військового округу.

## Перша світова війна
Із початком Великої війни Одеське градоначальство було оголошено на військовому стані і було засновано нову посаду «Генерал-Губернатор усіх областей Одеського військового округу, оголошених на військовому стані». На цю посаду 19 липня 1914 був призначений М. І. Ебелов, який пробув на цій посаді практично всю війну — тільки 9 серпня 1917 він був відрахований від посади за хворобою з призначенням у резерв чинів при штабі Одеського військового округу.

## Революційний період
Після того, як в Одесі стало відомо про зречення Миколи II, Ебелов заарештував і ув'язнив міського голову Б. О. Пелікана та громадянина міського голови Л. М. Мечникова, які подали у відставку зі своїх посад через свої монархічні переконання. Після Жовтневої революції залишався в Одесі. Він вважав, що йому нічого не загрожує, оскільки від початку революційних потрясінь під час його перебування на посаді генерал-губернатора «за п'ять місяців у місті не було пролито жодної краплі крові». Після захоплення Одеси загоном отамана Григор'єва було заарештовано. Розстріляно після оголошення в Україні червоного терору «як контрреволюціонера і твердо переконаного монархіста».

## Родина
Був одружений, мав двох дочок (на 1911—1914 рр.).